# Anna Maria Kees
Anna Maria Kees auch Keeß (* 1622 in Klotten; † nach 1685 in Binningen) war eine deutsche Äbtissin im Kloster Rosenthal in der Eifel.

## Leben
Anna Maria Kees, die aus Klotten stammte, war eine Schwester des Wetzlarer Domherrn Jakob Kees (1635–1690). Im Zeitraum von 1679 bis 1685 war sie Äbtissin im Kloster Rosenthal im Pommerbachtal bei Binningen. Aus einer Urkunde vom 16. April 1679 geht hervor, dass sie ein Feld Reech und Wald in Wirfus von den Brüdern Niclaß und Konrad Knöper für das Kloster Rosenthal für 33 Gulden und 8 Albus erwarb.

„Die Brüder Niclaß und Konrad Knöper zu Wirfus (“Werbeß”) verkaufen der Anna Maria Keeß, Äbtissin, und dem Kloster Rosenthal ein Feld (“Reech”, mit Hecken, Eichenbäumen und Stauden bewachsen), zu Wirfus (“in Fohl” Anrainer Niklaß Jungklaß und das Kloster Rosenthal) für 33 Gulden und 8 Albus. 
Siegler: Vogt (1) und Schöffen zu Klotten. Die Besiegelung erfolgte wegen Krankheit der Brüder durch den Vogt von Klotten Gerlach Wolf am 25. April 1680“

Am 23. März 1680 erwarb die Äbtissin von den Eheleuten Wilhelm Weiß und Christina Langen ein eingerichtetes Wohnhaus in Cochem in der Oberbachgasse. Aus einer weiteren Urkunde vom 18. Juli 1685 geht hervor, dass Anna Keeß von den Eheleuten Niclaß Jungklaß und Apolinia zu Wirfus einen Scheerbusch oder Laubschar einschließlich Grund und Boden in Wirfus für ihr Kloster erworben hatte. Der Preis für Grund und Boden, der sich neben dem Hofman Christian Claß im Sauernberg befand, betrug 35 Gulden und 1/4 Weinkauf.